# Хаусдорфова размерност
Хаусдорфовата размерност е математическо понятие, едно от възможните обобщения на нагледната представа за пространствена размерност. Общоприето на предметите от ежедневния физически опит се приписва целочислена размерност d, която за линия има стойност единица, т.е. d=1, за повърхност размерността е d=2 и за цялото достъпно пространство d=3. На сложни идеални обекти, каквито са фракталите или някои функции, е удобно да се приписва нецяла размерност, примерно d=1.58., и един от последователните начини това да бъде вършено е предложен от Феликс Хаусдорф в 1918. По-нататък идеята е развита и обобщена от Абрахам Безикович, така че често пъти се използва и названието размерност на Хаусдорф-Безикович, а популярността на този вид обобщение идва от употребата му в работите на Беноа Манделброт.
Неформално обяснение за размерност на Хаусорф може да се даде с примера на линейното канторово множество, т.нар. „прах“, и по-нататък с обобщаването му в равнината чрез конструкциите на Серпински: „покривка“ и „гъба“.
Ако някакъв произволен мащаб обявим за „атомарен“, той задава елементарните обекти, от които се конструира по-сложната структура: при канторовото множество, започвайки с елементарна отсечка, на следващото ниво има две отсечки, разделени с интервал, на по-следващото две двойки отсечки, разделени от малък интервал, разположени самите те на тройно по-голям интервал и т.н. Проста констатация е, че на първата стъпка размерът се утроява, а броят се удвоява, на следващата той е 3х3=9, а броят е 2х2=4 и т.н. В случая Хаусдорфовата рамерност е числото, всеки път същото, което свързва размера и броя на обектите по формулата N=L^d. От нея се получава и явния вид
{\displaystyle \ d={lnN \over {lnL}}}.
Така хаусдорфовата размерност на канторовия прах е d=0.63.
Формално, Хаусдорфова размерност е положително реално число или безкрайност, свойствено на всяко метрично пространство.
Хаусдорфова размерност на множеството {\displaystyle {\mathcal {A}}\subset \mathbb {R} ^{n}} се нарича величината
{\displaystyle \dim _{H}({\mathcal {A}})=\inf\{t:H^{t}({\mathcal {A}})>0\}=\sup\{t:H^{t}({\mathcal {A}})<\infty \},}
където {\displaystyle H^{t}\,} е {\displaystyle t}-измерната хаусдорфова мярка.